# Margita Abrahámová
Margita „Gita“ Abrahámová (* 13. November 1933 in Moravský Svätý Ján, Tschechoslowakei; † 12. Februar 2005 in Brünn, Tschechien) war eine tschechische Opernsängerin in der Stimmlage Sopran.

## Leben
Margita Abrahámová erhielt ihre musikalische Ausbildung an der Hochschule für Musische Künste Bratislava (VŠMU) bei Imre Godin (1907–1979) und Margita Česányiová (1907–1979) so wie an der Janáček-Akademie für Musik und Darstellende Kunst Brünn (JAMU) bei Bohumil Soběský (1892–1965). Von 1958 bis 1969 sang sie am Staatstheater in Košice und ab 1969 in Brünn. Daneben war sie auch als Konzertsängerin gefragt. Zu ihren bekannten Rollen gehörten Kaťuša in Vzkříšení [Auferstehung] von Ján Cikker, Milada in Dalibor, Libuše, Vendulka in Hubička, Mařenka in Die verkaufte Braut, Jenůfa und Kostelnička in Jenůfa. Daneben sang sie auch Tosca, Turandot, Venus in Tannhäuser so wie Jaroslawna in Fürst Igor.

## Einspielungen (Auswahl)
- Bedřich Smetana: Dalibor. Vilém Přibyl, Margita Abrahámová, Prager Rundfunkchor und Prager Radiosinfonieorchester. Leitung: Jaroslav Krombholc (1918–1983), aufgenommen am 30. September 1977 in Prag, veröffentlicht 1994 beim Label Harmonia Mundi OCLC 32690797